# Dart (programozási nyelv)
A Dart (eredeti neve: Dash) a Google által fejlesztett, webes programozási nyelv. Hivatalosan a 2011. október 10-12 között megrendezett, aarhusi GOTO konferencián jelentették be.
A Dart célkitűzése a webböngészők fő szkriptnyelvének, a JavaScriptnek a lecserélése. Kísérletet tesznek a JavaScript problémáinak megoldására (ami, egy kikerült belső levél szerint nem oldható meg a JavaScript továbbfejlesztésével), miközben a nyelv jobb teljesítményt nyújt (ez a tervezési célok közé tartozik), könnyebben lehet fejlesztőeszközöket alkalmazni a nagyobb szabású projektekhez, és egyben biztonságosabb is. Fejlesztenek egy felhő-alapú IDE-t, a Brightlyt, ami talán az első Dart alkalmazás lesz. A Google tervei szerint a Chrome tartalmazni fog natív Dart virtuális gépet (már létezik egy ilyen Chromium-fejlesztési ág), és arra biztatja a többi gyártót, hogy ők is építsék bele a böngészőbe. A Dart VM és a Dart Cross Compiler (egyrészt a Dart kód ECMAScript 3-ra való röpfordításához, hogy a nem-Dart böngészőkkel is kompatibilisek maradjanak, másrészt a típusos Closure kód Dartra konvertálásához) 2011 vége felé jelenhet majd meg.

## Használata
Három fő lehetőség létezik a Dart programkód futtatására:
JavaScriptre lefordítva: Dart kód böngészőben történő futtatásakor az elsődlegesen használni javasolt mechanizmus az, hogy a kódot elő-fordítják JavaScript nyelvre a dart2js compiler segítségével. JavaScriptre fordítva a Dart nyelvű kód az összes elterjedtebb böngészővel kompatibilis, nem szükséges a böngészőkben semmi változtatást végrehajtani. A lefordított JavaScript kimenet optimalizálása szükséges lehet a „drága” ellenőrzések és műveletek elkerülésére, ennek ellenére a Dart kód néha gyorsabban lefut, mint a megegyező funkcionalitású kézzel írt JavaScript kód.
A Dartium böngészőben: A Dart SDK tartalmaz egy módosított Chromium webböngészőt, ami tartalmaz egy Dart virtuális gépet. Ez a böngésző képes a Dart kód közvetlen, JavaScriptre való fordítás nélküli lefuttatására. Jelenleg a böngészőt nem ajánlják általános célú használatra, csak a Dart alkalmazások tesztelésének céljára. Dart kód webalkalmazásokban való használatakor a jelenleg ajánlott procedúra az, hogy egy kis előtöltő JavaScript fájl („dart.js”) először ellenőrzi a Dart VM meglétét vagy hiányát, és betölti a megfelelő natív Dart vagy lefordított JavaScript kódot, így garantálva a böngészőkompatibilitást.
Önállóan: A Dart SDK tartalmaz egy önállóan futtatható Dart virtuális gépet is, amivel a Dart kód parancssori környezetben is futhat. Mivel a Dart SDK programnyelvi eszközei maguk is főleg Dartban íródtak, az önálló Dart VM kritikusan fontos része az SDK-nak. Ezek az eszközök a dart2js fordítón kívül tartalmaznak egy pub nevű csomagkezelő rendszert és egy teljes általános programkönyvtárat (standard library), amivel teljes funkcionalitású rendszeralkalmazások is elkészíthetők, akár egyedi webkiszolgáló is.

## Futás idejű üzemmódok
A Dart programok két különböző üzemmódban futhatnak. A külön bekapcsolható, nem alapértelmezett „ellenőrzött mód” (checked mode) használatakor a futásidejű típusellenőrzés (dynamic type assertion) engedélyezve van. Ezek bekapcsolhatnak, ha a kód tartalmaz statikus típusokat, és bizonyos típusú hibákat el lehet kapni vele, ha a típusok nem egyeznek. Például ha egy metódus meg van jelölve, hogy karakterláncot fog visszaadni, de valójában egy egész típust ad vissza, a futásidejű típusellenőrzés ezt elkapja és dob egy kivételt. Az ellenőrzött módban való futás fejlesztés és tesztelés céljára javasolt.
A Dart programok alapértelmezés szerint „üzemi módban” (production mode) futnak, azaz a futásidejű típuselllenőrzés ki van kapcsolva. Ez az alapértelmezett mód, mivel jelenleg ez a leggyorsabb módja egy Dart program futtatásának.

## JavaScriptre való fordítás
A dartc volt az első fordítóprogram, ami JavaScriptet állított elő Dart kódból. Ez már elavultnak tekinthető. A Frog volt a második próbálkozás egy Dart-to-JavaScript fordító elkészítésére, ezúttal Dart nyelven megírva. A Frog soha nem tartalmazta a nyelv teljes szemantikai készletét, ezért egy újabb fordítót hoztak létre dart2js néven. Szintén Dartban íródott, és a teljes Dart nyelvi specifikációt és szemantikát megvalósítja.
2013. március 28-án a Dart csapat egy blogbejegyzésében azt írta, hogy a dart2js fordítóval JavaScriptre fordított Dart kód gyorsabb lefuttatja a DeltaBlue benchmarkot a kézzel írott JavaScriptnél a Chrome V8 JavaScript-motorján.

## Kódszerkesztők
2011. november 18-án a Google megjelentette a nyílt forrású, Eclipse komponensekre épülő Dart Editort Mac OS X-re, Windows-ra és Linux-alapú operációs rendszerekre. A szerkesztő támogatja a szintaxiskiemelést, kódkiegészítést, JavaScriptre való fordítást, webes és szerveroldali Dart-alkalmazások futtatását és hibakeresését.
2012. augusztus 13-án a Google bejelentette a Dart-alapú fejlesztésre kihozott Eclipse-pluginját.
A JetBrains IDE-k szintén támogatják a Dart nyelvet. Dart pluginek hozzáférhetők az IntelliJ IDEA-hoz, a PhpStormhoz és a WebStormhoz. Ez a plugin sok képességgel rendelkezik, köztük szintaxiskiemeléssel, kódkiegészítéssel és -refaktoringgal, hibakereséssel.

### Spark
2013 novembere óta ismert, hogy a Chromium fejlesztői csapata egy Spark kódnévvel ellátott, nyílt forrású, Chrome App-alapú fejlesztői környezeten dolgozik, mely újrahasznosítható GUI widgeteket is tartalmaz. Dartban fordul le a fejlesztői környezet is, és Polymer-alapú GUI widget-könyvtár is része.

## Böngészőtámogatás
A Dart JavaScriptre fordítható, így a Dart nyelvű alkalmazásokat a legtöbb webböngésző képes lefuttatni. A Chromium webböngésző egy speciális változata, a Dartium tartalmazza a Dart virtuális gépet. Így a böngésző képes közvetlenül lefuttatni a Dart kódot. Az M1-es kiadásban a Dartból fordított JavaScript kb. 78%-át éri el a kézzel írott JavaScript kód teljesítményének, a natív Dart kód mintegy 21%-kal gyorsabb annál, V8 alatt futtatva.
2013-ban a Microsoft Internet Explorer, a Mozilla Firefox, az Opera és a Safari egyikébe sem terveznek Dart virtuális gépet beépíteni.

## Példakódok
A „Helló, világ!”-példa:
```
void
 
main
()
 
{

  
print
(
'
Hello
,
 
World
!
'
);

}

```

Az n. sorszámú Fibonacci-számot kiszámoló függvény:
```
int
 
fib
(
int
 
n
)
 
{

    
return
 
(
n
 
<=
 
1
)
 
?
 
n
 
:
 
(
fib
(
n
 
-
 
1
)
 
+
 
fib
(
n
 
-
 
2
));

}

void
 
main
()
 
{

    
print
(
'
fib
(
20
)
 
=
 
$
{
fib
(
20
)}
'
);

}

```